# Pahkakoski kraftverksdamm
Pahkakoski kraftverksdamm (Pahkakosken vl:n yläallas) är en slags sjö (kraftverksdamm) i Ijo älv i kommunen Uleåborg i landskapet Norra Österbotten i Finland. Sjön ligger 78,2 meter över havet. Arean är 1,8 kvadratkilometer och strandlinjen är 11,2 kilometer lång. Sjön  ingår i Ijo älvs huvudavrinningsområde.   Den ligger omkring 47 kilometer nordöst om Uleåborg och omkring 580 kilometer norr om Helsingfors. 
Pahkakoski kraftverksdamm ligger ovanför Kierikki kraftverksdamm och några kilometer uppströms finns Haapakoski kraftverksdamm.